# Џамија султана Махмуда у Београду
Џамија султана Махмуда у Београду била је једна од многобројних џамија у Београду изграђена око 1739, а дограђена 1746. године, на платоу Горњег града Београдске тврђаве. У близини џамије налазили су се Дамад Али-пашино турбе, текија, гробље, везиров Сарај, чак и кафана до руског рата (1768-1774) која је убрзо срушена у складу са шеријатским законом.

## Предуслови
Београд се од средњовековне вароши коју је одликовао несметани развој скоро два пуна века, за време владавине Османлија трансформисао у оријенталну варош. Комплекс јавних грађевина, чаршија и махале чиниле су основну карактеристику балканско-оријенталне урбане културе Београда.У њему су за јавне грађевине увек бирана места на неком узвишењу, где је џамија са својим минаретом требло да доминира околином.
Џамије на тлу Београда закључно са 17 веком грађене су у класичном цариградском стилу, док је у 18. и 19. веку у њиховом обликовању заступљен стил турског барока, настао под утицајем Запада. Један од таквих примера је џамија султана Махмуда, изграђена око 1739, а дограђена 1746. године.

## Историја
Настала као задужбина султана Махмуда I, непознато је да ли је настала преправком аустријске зграде главне страже, на шта наводи њен архитектонски западњачки изглед, изузимајући минаре, или је као новоизграђени објекат (будући да је 18. век, када је настала ова џамија био век турског барока, управо на ту могућност указују елементи западњачке архитектуре).
По добијању независности на Берлинском конгресу, Кнежевине Србије је џамију претворила у војну болницу.
Срушена је 1895. године, у победничкој еуфорији која је завладала у ноовооснованој Краљевини Србији, по окончању Српско-турски ратови или Српских ратова за независност који су вођени између 1876. и 1878. године против Османског царства од стране Кнежевине Србије и Кнежевине Црне Горе, након којих је Србија добила пуну међународно признате независности на Берлинском конгресу.
Њени темељи се и данас могу видети у трави, на десној страни када се испод Сахат-куле уђе у Горњи град 

## Архитектура
Представљала је двоспратну правоугаону грађевину од камена завршену четворосливним кровом са једноспратним анексима на јужној и западној фасади, у приземљу обликованим залученим тремовима. У џамији су се налазиле медреса и библиотека, такође задружбине султана Махмуда I (1730 - 1754), што наводи постојање два улаза у објекат.
Библиотека је прво била у подруму, али пошто је султан дознао да књиге пропадају од влаге, наредио је да се преместе на спрат и да се посебним степеништем одвоје од џамије.
Из једног фермана види се да је султан Махмуд одобио проширење џамије и поред тога што она није могла да прими све вернике петком и о Бајраму.